# Kraal

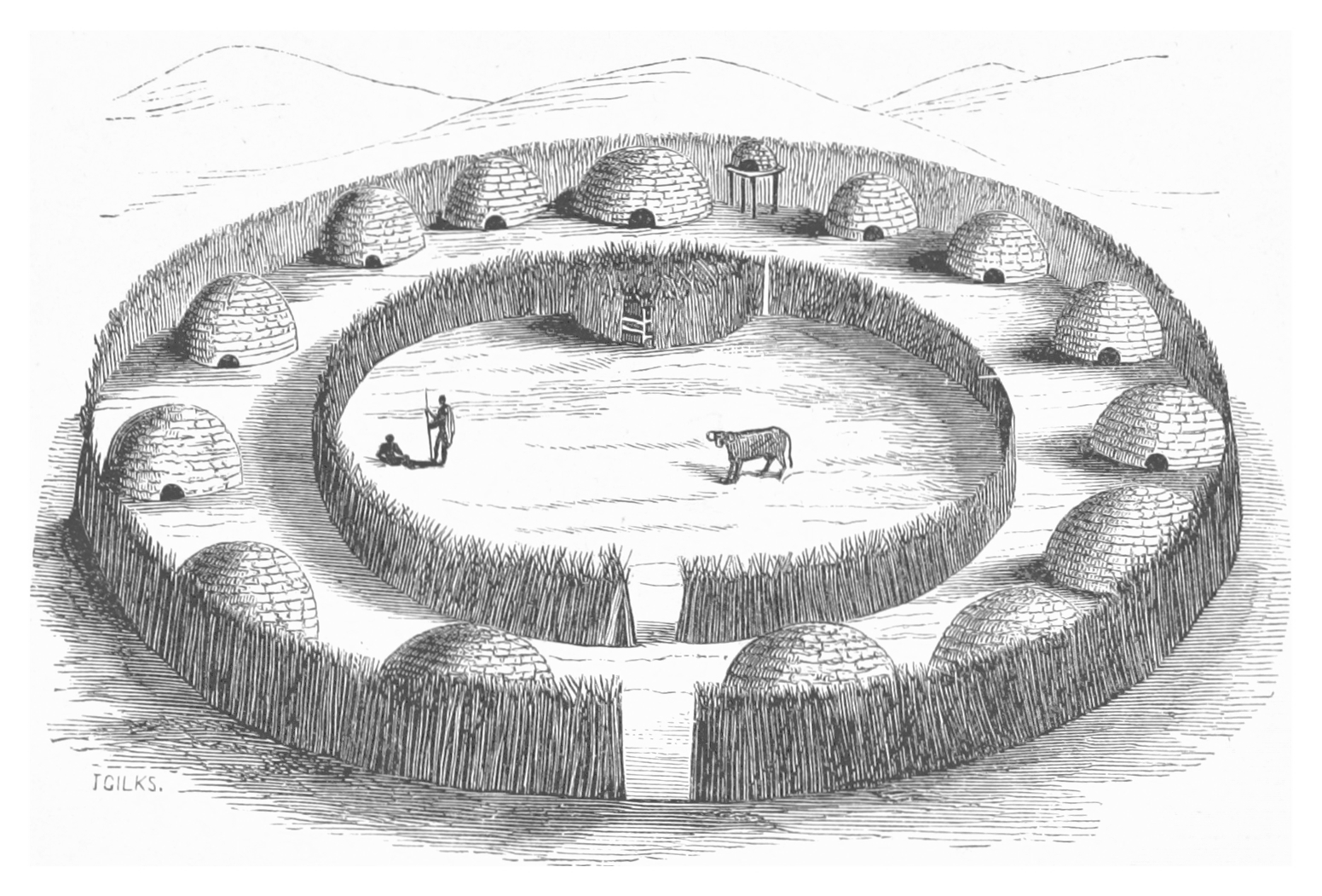
Typisk utformning av en Kraal där boskapen finns i en inhägnad i mitten, omgiven av bostadshus.

Kraal (även stavad craal eller kraul), från afrikaans och sydafrikansk engelska, är en inhägnad inne i, eller i anslutning till, bebyggelse. Kraalen hägnas antingen med träpålar eller staket, med hopsamlat ris. I vissa fall kan en kraal också uppföras med murad inhägnad eller med en mur i kombination med ris eller staket. Kraalen används för allehanda boskap, främst getter och nötboskap, i södra Afrika.
Ordet härleds ursprungligen från portugisiska curral (besläktat med spanska corral) och är alltså inte av afrikanskt ursprung utan ursprungligen använt av kolonisatörer. Under kolonisationen kom ordet ofta att användas för att beteckna en hel bebyggelse, men dess korrekta innebörd är endast boskapsinhägnaden.